# Hong Sung-Sik
Hong Seong-Sik (en coreano: 홍성식) (Corea del Sur, 13 de noviembre de 1967) es un deportista olímpico surcoreano que compitió en boxeo, en la categoría de peso ligero y que consiguió la medalla de bronce en los Juegos Olímpicos de Barcelona 1992.

## Palmarés internacional
| Juegos Olímpicos | Juegos Olímpicos   | Juegos Olímpicos  | Juegos Olímpicos |
| Año              | Lugar              | Medalla           | Prueba           |
| ---------------- | ------------------ | ----------------- | ---------------- |
| 1992             | Barcelona (España) | Medalla de bronce | Peso ligero      |